# Brahmanbaria
Brahmanbaria (Bengalisch: ব্রাহ্মণবাড়িয়া, Brāhmaṇabāṛiẏā) ist die Distrikthauptstadt des gleichnamigen Distrikts im südöstlichen Bangladesch. Die Stadt zählt eine Bevölkerung von mindestens 132.000 Einwohnern. Brahmanbaria besteht aus 12 Wards (Stadtbezirken).
Nördlich befindet sich die historische Alte Brücke von Bariura.

## Geschichte
Brahmanbaria hat aufgrund der zunehmenden Einwohnerzahl und Größe seit 1869 eine selbstständige Stadtbehörde (municipality).
Während der Eroberung Manipurs durch die Briten im Jahre 1924 diente der Ort den Armeeeinheiten als Hauptquartier. Die Kolonialherren trafen in Brahmanbaria allerdings immer wieder auf verbitterten Widerstand, was sich während sämtlichen Unabhängigkeitskampagnen durch ein vehementes Engagement seiner Bürger verdeutlichte.
Darüber hinaus ist Brahmanbaria berühmt für Kunst, Erziehung und Kultur. Oftmals wird der Ort daher als kulturelle Hauptstadt Bangladeschs bezeichnet. Mit der Stadt werden die Literaten Adyta Mallavarman, Jyotirindra Nandi, Abdul Kadir und Al Mahmud in Verbindung gebracht. Weiterhin werden eine Vielzahl von großen Musikern und ihre Werke mit der Stadt verbunden. Ustad Ayet Ali Khan zum Beispiel eröffnete 1957 das Alauddin Musis College und Shilpacharya Joinul Abedin eröffnete 1975 den Alauddin Sangitayan.
Im Stadtteil Kazipara befindet sich das Grabmal des Sufiheiligen Hazrat Syed Kazi Mahmud Shah.